# Giuseppe Albertoni

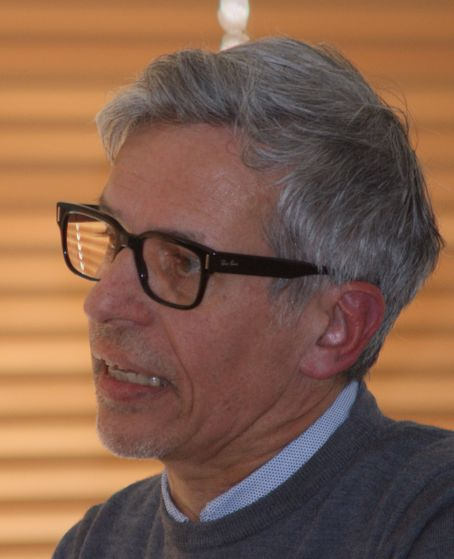
Giuseppe Albertoni, aufgenommen 2023 von Werner Maleczek

Giuseppe Albertoni (* 10. Februar 1961 in Meran) ist ein italienischer Historiker.
Giuseppe Albertoni schloss sein Studium 1985 mit dem Master an der Universität Bologna bei Massimo Montanari ab. Er war von 1986 bis 2000 als Gymnasiallehrer („professore di ruolo“) für Literatur, Geschichte und Philosophie tätig. Er wurde 1994 promoviert in Geschichte bei Giuseppe Sergi an der Universität San Marino. Von 1996 bis 1997 hatte er ein Postdoc-Stipendium im Bereich Historische Wissenschaften an der Universität Turin bei Giuseppe Sergi. Von 2000 bis 2003 war er wissenschaftlicher Mitarbeiter („ricercatore“) für mittelalterliche Geschichte an der Universität Bologna und von 2003 bis 2007 an der Universität Trient. Von 2007 bis 2019 war er professore associato für mittelalterliche Geschichte an der Universität Trient. Seit April 2019 lehrt er als ordentlicher Professor für Mittelalterliche Geschichte an der Fakultät für Geisteswissenschaften der Universität Trient. Er ist Korrespondent von „Geschichte und Region / Storia e regione“, Mitglied der Medieval Academy of America und der Società italiana dei medievisti (SISMED).
Seine Forschungsschwerpunkte sind die Geschichte der Institutionen, sozialen Beziehungen und Ideologien im Frühmittelalter, die Formen von Identität und Loyalität in der Karolinger- und Ottonenzeit, die Sozialgeschichte und Symbolik im Frühmittelalter, die Siedlungsgeschichte in den mittelalterlichen Alpen sowie das Mittelalter am Ende des 19. und zu Beginn des 20. Jahrhunderts in Österreich und Deutschland zwischen Gelehrsamkeit und Nationalismus. Seine Dissertation wurde unter dem Titel Le terre del vescovo in Turin veröffentlicht. Die Arbeit erschien 2003 in deutscher Übersetzung von Urban Bassi.

## Schriften
Monographien
- L’elefante di Carlo Magno. Il desiderio di un imperatore Il mulino. Bologna 2020, ISBN 978-88-15-28744-1.
- Le terre del vescovo. Potere e società nel Tirolo medievale (secoli IX–XI). Scriptorium-Paravia, Turin 1996.
  - deutsche Übersetzung: Die Herrschaft des Bischofs. Macht und Gesellschaft zwischen Etsch und Inn im Mittelalter (= Veröffentlichungen des Südtiroler Landesarchivs. Band 14). Aus dem Italienischen von Urban Bassi. Verl.-Anst. Athesia, Bozen 2003, ISBN 88-8266-218-7.

Herausgeberschaften
- mit Francesco Borri: Spes Italiae. Il regno di Pipino, i Carolingi e l’Italia (781–810) (= Collection Haut Moyen Âge. Band 44). Brepols, Turnhout 2022, ISBN 978-2-503-59946-5.
- La storia va alla guerra. Storici dell’area trentino-tirolese tra polemiche nazionali e primo conflitto mondiale (= Studi e ricerche. Band 18). Università degli studi di Trento, Dipartimento di lettere e filosofia, Trento 2018, ISBN 978-88-8443-825-6.
- mit Jürgen Dendorfer: Das Lehnswesen im Alpenraum. StudienVerlag, Innsbruck 2014, ISBN 978-3-7065-5275-2.